# NaK
NaK nebo také slitina sodík-draslík, je slitina sodíku a draslíku, která je za laboratorní teploty kapalná. NaK reaguje velmi prudce s vodou a na vzduchu je samozápalný, takže je nutné s ním manipulovat v inertní atmosféře nebo pod ochranou vrstvou hexanu nebo jiného uhlovodíku.

## Fyzikální vlastnosti
NaK obsahující od 40 do 90 % draslíku, je za laboratorní teploty kapalný. Eutektikum směsi je při obsahu 77 % draslíku, a je kapalné v rozmezí teplot −12,6 až 785 °C.
Při skladování na vzduchu se pokrývá vrstvou žlutého superoxidu draselného, který je samozápalný a reaguje explozivně s organickými látkami.
NaK má vysokou hodnotu povrchového napětí, to způsobuje, že při rozlití většího množství slitiny vznikají velmi reaktivní a pohyblivé kuličky. Měrná tepelná kapacita je 982 J⋅kg−1⋅K−1, což je asi čtvrtinová hodnota tepelné kapacity vody, ale pro přenos tepla je výhodnější NaK, díky vysoké tepelné vodivosti.

Fázový diagram slitiny sodík-draslík[1]
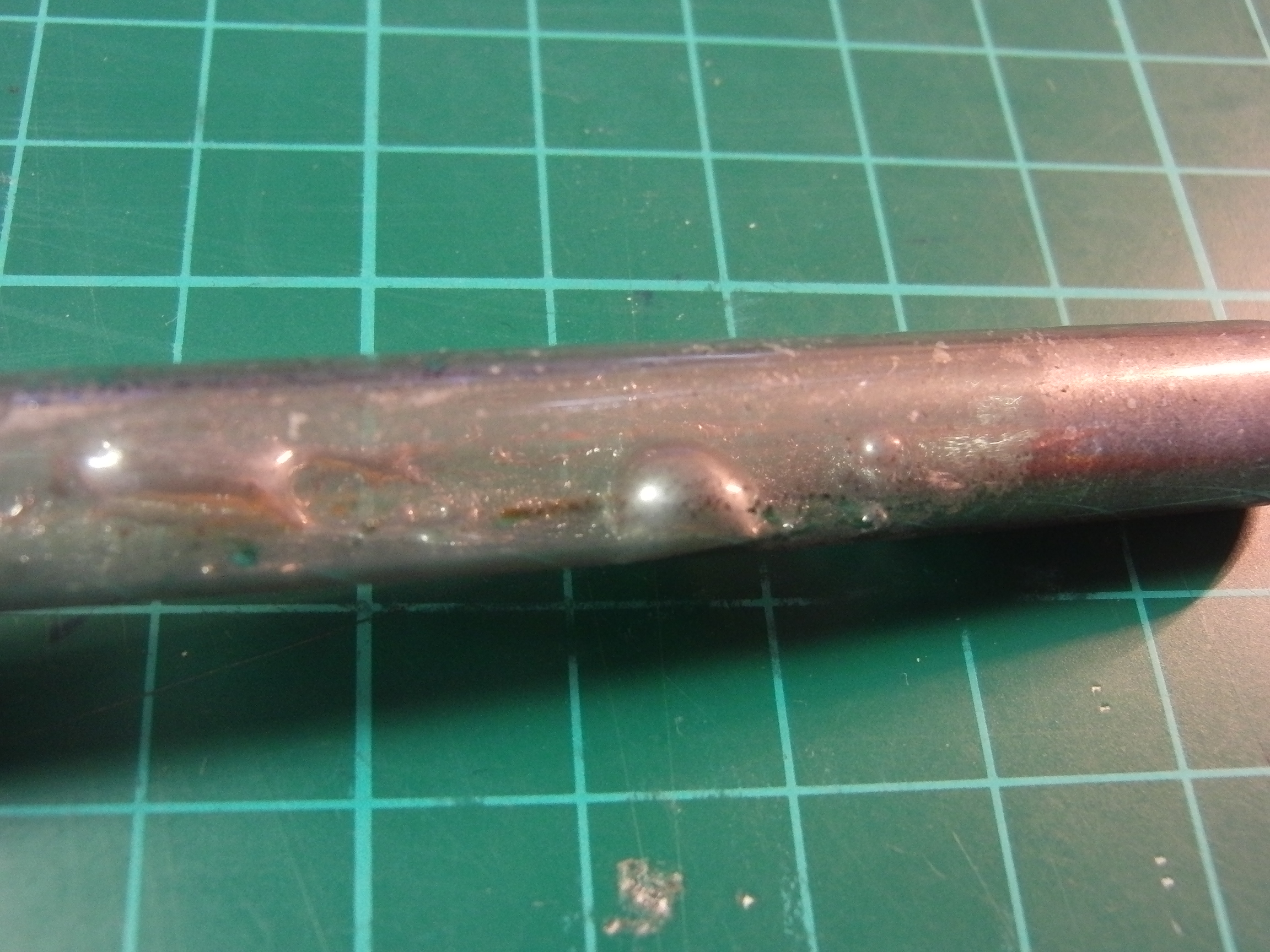
NaK je kapalný za laboratorní teploty

## Využití

### Chladicí medium
NaK se používá jako chladicí médium v experimentálních rychlých reaktorech. U nich je, na rozdíl od komerčně využívaných typů, nutné často reaktor odstavit. Při použití běžných chladiv, jako je sodík nebo olovo, je nutné po odstavení chladicí systém temperovat, aby chladicí médium zůstalo kapalné.
Využívá se i pro chlazení zařízení pracujících ve vesmíru, zde je velkou výhodou široký rozsah teplot, při kterých je slitina kapalná a velmi nízká tenze par.

### Sušidlo
NaK se také využívá pro sušení organických rozpouštědel před destilací.

## Příprava a výroba
Průmyslově se NaK vyrábí reakční destilací. Jde o kontinuální proces, při kterém se vychází z chloridu draselného a sodíku. V reakční zóně reaguje roztavený chlorid draselný se stoupajícími parami sodíku. Vzniká chlorid sodný a rovnovážná směs par sodíku a draslíku. Ve frakční koloně nad reakční zónou se díky nižší teplotě tání draslíku zvyšuje jeho koncentrace ve směsi až na požadovanou úroveń (případně i čistý draslík). Roztavený chlorid sodný je vypouštěn ze spodní části kolony.